# Västernlegenderna bröderna Dalton
Västernlegenderna bröderna Dalton (La légende de l'ouest) är ett Lucky Luke-album från 2002. Det är det 72:e albumet i ordningen, och har nummer 81 i den svenska utgivningen. 
Serien blev det sista album som Maurice de Bevere, "Morris", var inblandad i - han hade avlidit den 16 juli 2001. Utöver de 72 Lucky Luke-albumen hade han då också tecknat 16 album med Ratata i huvudrollen, samt ett flertal korta serier med Lucky Luke (till omfånget motsvarande knappt två album). Morris blev 77 år gammal, och hann teckna serien i 55 år, alltsedan han skapade den 1946. I enlighet med hans vilja fortsatte dock serien att produceras av nya kreatörer, efter hans död.

## Handling
Showartisten William Frederick Cody, mer känd under artistnamnet "Buffalo Bill", vill att Lucky Luke ska delta i hans Vilda Västern-show, men Luke är inte intresserad. När Cody istället väljer att göra ett nummer i vilket han avbildar bröderna Dalton som romantiska "gentlemannatjuvar", blir det så framgångsrik att de riktiga Daltons börjar kunna åtnjuta lyxliv i fängelset, där både vakter och fångar hyllar dem som hjältar. 
En av Daltonbrödernas medfångar, Geronimus Caesar Plunk, erbjuder sig att vara deras manager, och tillsammans bryter sig Plunk och Daltons ut ur fängelset. De söker upp Buffalo Bill, måna om att få del av den berömmelse han har rönt på deras namn. Luke är dem dock i hälarna; de tvingas fly igen, och under Plunks ledning sätter de istället upp en egen show, "De riktiga Daltons äkta västern-show", samtidigt som de fortsätter sin brottsliga karriär. Men med både Lucky Luke, Buffalo Bill, och de "falska" Daltonbröderna från Bills show i närheten, får Daltons fler problem på halsen än vad de mäktar med.

## Svensk utgivning
- Morris; Nordmann, Patrick (översättare: Per A J Andersson) (2002). Västernlegenderna bröderna Dalton. Lucky-serien: 81. Malmö: Egmont Kärnan. Libris 8864280. ISBN 91-7269-196-4
- I Lucky Luke – Den kompletta samlingen ingår albumet i "Lucky Luke 1999-2002". Libris 10646116. ISBN 91-7269-265-0